# Team Budget Forklifts/Saison 2014
Dieser Artikel listet Erfolge und Fahrer des Radsportteams Budget Forklifts in der Saison 2014 auf.

## Erfolge in der UCI Asia Tour
| Datum             | Rennen                           | Kat. | Sieger         |
| ----------------- | -------------------------------- | ---- | -------------- |
| 13.–15. September | Gesamtwertung Tour de Hokkaidō   | 2.2  | Joshua Prete   |
| 1. November       | 1. Etappe Tour of Taihu Lake     | 2.1  | Jesse Kerrison |
| 3. November       | 3. Etappe Tour of Taihu Lake     | 2.1  | Sam Witmitz    |
| 6. November       | 6. Etappe Tour of Taihu Lake     | 2.1  | Sam Witmitz    |
| 7. November       | 7. Etappe Tour of Taihu Lake     | 2.1  | Sam Witmitz    |
| 1.–9. November    | Gesamtwertung Tour of Taihu Lake | 2.1  | Sam Witmitz    |
| 11. November      | Tour of Yancheng Costal Wetlands | 1.2  | Jesse Kerrison |

## Erfolge in der UCI Oceania Tour
| Datum                   | Rennen                                    | Kat. | Sieger       |
| ----------------------- | ----------------------------------------- | ---- | ------------ |
| 29. Januar              | 1. Etappe New Zealand Cycle Classic (EZF) | 2.2  | Michael Vink |
| 29. Januar – 2. Februar | Gesamtwertung New Zealand Cycle Classic   | 2.2  | Michael Vink |

## Zugänge – Abgänge
| Zugänge                         | Team 2013                  | Abgänge         | Team 2014                   |
| ------------------------------- | -------------------------- | --------------- | --------------------------- |
| Tommy Nankervis                 | Bissell Cycling            | Jack Anderson   | Drapac Professional Cycling |
| Daniel Barry                    | Node 4-Giordana Racing     | Jacob Kauffmann | Garneau-Québecor            |
| Myron Simpson                   | Differdange-Losch          | Luke Ockerby    | Garneau-Québecor            |
| Sam Witmitz                     | Team Raleigh               | Michael Cupitt  | Unbekannt                   |
| Timothy Roe                     | BMC Development Team       | Karl Evans      | Unbekannt                   |
| Westley Gough                   | Subway Cycling Team (2012) | Kristian Juel   | Unbekannt                   |
| Brodie Talbot                   | Neoprofi                   | Peter Loft      | Unbekannt                   |
| Kristian Juel (ab 1. September) | Team Budget Forklifts      | Shaun McCarthy  | Unbekannt                   |
|                                 |                            | Blair Windsor   | Unbekannt                   |

## Mannschaft
| Name            | Geburtstag        | Nationalität |
| --------------- | ----------------- | ------------ |
| Daniel Barry    | 29. Januar 1988   | Neuseeland   |
| Westley Gough   | 4. Mai 1988       | Neuseeland   |
| Samuel Horgan   | 20. April 1987    | Neuseeland   |
| Kristian Juel   | 5. Februar 1992   | Dänemark     |
| Jesse Kerrison  | 3. April 1994     | Australien   |
| Tommy Nankervis | 21. Januar 1983   | Australien   |
| Joshua Prete    | 17. August 1991   | Australien   |
| Timothy Roe     | 28. Oktober 1989  | Australien   |
| Myron Simpson   | 30. Juli 1990     | Neuseeland   |
| Brodie Talbot   | 13. Februar 1989  | Australien   |
| Michael Vink    | 22. November 1991 | Neuseeland   |
| Marc Williams   | 10. Mai 1984      | Australien   |
| Sam Witmitz     | 17. März 1985     | Australien   |
| Alex Wohler     | 11. Juli 1992     | Australien   |